# Těšany
Těšany är en ort i Tjeckien.   Den ligger i regionen Södra Mähren, i den sydöstra delen av landet, 210 km sydost om huvudstaden Prag. Těšany ligger 214 meter över havet och antalet invånare är 1 155.
Terrängen runt Těšany är platt.Runt Těšany är det ganska tätbefolkat, med 100 invånare per kvadratkilometer. Närmaste större samhälle är Hustopeče, 11,2 km söder om Těšany. Trakten runt Těšany består till största delen av jordbruksmark.